# بريستون بلير
بريستون بلير (بالإنجليزية: Preston Blair)‏ (1908-1994) كان محرك شخصيات كرتونية أميركي من مدينة ريدلاندز في كاليفورنيا. معروف بعمله لدى شركة دزني وشركة ميترو غولدوين مايرفي قسم الرسوم المتحركة
بدأ بلير مهنته في بداية الثلاثينيات في استوديوهات يونيفيرسال بقيادة والتر لانتس وبيل نولان.
لاحقا، انتقل للعمل لدى تشارلز مينتز مالك ستوديو «سكرين غِيمز».
وفي نهاية ثلاثينيات القرن العشرين، انتقل إلى ستوديو دزني. وعند عمله لدى دزني؛ قام بلير بتحريك العناصر في أفلام دزني المتحركة القصيرة. مثل مشاهد ميكي ماوس في جزء الساحر الصانع من فلم فانتازيا، وأيضا قام بتحريك مشهد رقصة فرس النهر والتمساح في نفس الفلم. وقد قام ببعض الأعمال في فلمي دزني «بينوكيو» و«بامبي».
هجر بلير ستوديوهات دزني بعد إضراب محركي دزي في عام 1941. واستُأجر للعمل في وحدة (تكس أفيري) التابعة لشركة إم جي إم. هناك، صار مشهورا بتحريكه شخصية رَد Red في فيلم RED HOT RIDING HOOD
وظهرت (رد) لاحقا في المزيد من أفلام أفيري. منها:
- Swing Shift Cinderella
- Uncle Tom's Cabana
- شخصية دروبي The Shooting of Dan McGoo

في نهاية الأربعينيات، انظم بلير إلى المحرك (مايكل لاه) ليخرجوا بعض أفلام الدب بارني. واصل بلير مهنته في التحريك لستينيات القرن الماضي، وعمل في مسلسل الفلنستونز لدى استوديوهات حنا-بربرا.
اشتهر أكثر كمؤلف لكتب الرسوم المتحركة التعليمية لصالح شركة فوستر والتر للنشر. نشر كتابه الأول «انيميشن» عام 1948 وتشمل صورا لشخصيات الرسوم المتحركة الشهيرة ام جي ام التي رسمها. بلير كان يكتب العديد من كتب الرسوم المتحركة المتعلقة بكيفية الرسم على مدى السنوات الأربعين المقبلة، وبلغت ذروته مع عام 1994 حين الف الكتاب ذو ال224 صفحة وهو كتاب يجمع معظم محتوى كتبه السابقة.
بريستون بلير هو شقيق الفنان لي ايفرت بلير والاخ غير الشقيق للفنان والمصمم ماري بلير. توفي بلير في حزيران / يونيو 1994.

## روابط خارجية
- بريستون بلير على موقع IMDb (الإنجليزية)
- بريستون بلير على موقع أول موفي (الإنجليزية)
- بريستون بلير على موقع قاعدة بيانات الأفلام السويدية (السويدية)
- بريستون بلير على موقع قاعدة بيانات الفيلم (الإنجليزية)
- بريستون بلير على موقع كينوبويسك (الروسية)